# Tricentrus plicatus
Tricentrus plicatus är en insektsart som beskrevs av William D. Funkhouser. Tricentrus plicatus ingår i släktet Tricentrus och familjen hornstritar. Inga underarter finns listade i Catalogue of Life.